# Sven Röding
Sven Röding, död 1684, var en svensk bildhuggare och konterfejare.
Han var gift med Karin Månsdotter Ståhle och troligen far till bildhuggaren Torbjörn Röding. För Rogberga kyrka i Växjö stift utförde han 1661 stora delar av inredningen och 1669 utförde han även en altartavla till Rogberga kyrka. Omkring 1683 stofferade han orgelverket i Kristinakyrkan i Jönköping.